# North River (Minnesota)
Der North River ist ein 10 km langer Fluss im Nordosten von Minnesota.
Er ist einer der Zuflüsse des Seven Beaver Lake, des Quellsees des Saint Louis River, und somit ein Quellfluss des Saint Louis River, der wiederum als der wichtigste Quellfluss des Sankt-Lorenz-Stroms angesehen wird.